# Карсак (село)
Карсак (каз. Қарсақ) — село в Зерендинском районе Акмолинской области Казахстана. Входит в состав Троицкого сельского округа. Код КАТО — 115658400.

## География
Село расположено на берегу реки Шагалалы примерно в 23 км к западу от села Зеренда, в 8 км на юго-запад от центра сельского округа села Троицкое.

### Улицы[2]
- ул. Ардагерлер,
- ул. Женис.

### Ближайшие населённые пункты
- село Ермаковка в 5 км на западе,
- село Троицкое в 8 км на северо-востоке,
- село Байтерек в 10 км на юго-востоке.

## Население
В 1989 году население села составляло 267 человек (из них казахов 100%).
В 1999 году население села составляло 258 человек (135 мужчин и 123 женщины). По данным переписи 2009 года, в селе проживало 196 человек (100 мужчин и 96 женщин).
| Численность населения | Численность населения | Численность населения |
| 1989                  | 1999                  | 2009                  |
| --------------------- | --------------------- | --------------------- |
| 267                   | ↘258                  | ↘196                  |